# Ballymun

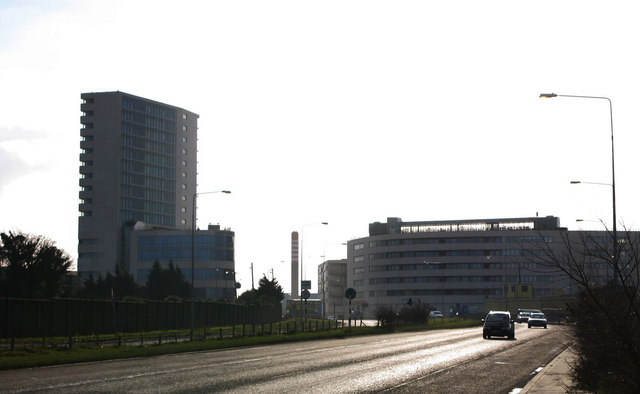
Vue de Ballymun dans la banlieue de Dublin

Ballymun (en irlandais : Baile Munna) (ne pas confondre avec Ballymount) est un quartier du nord de Dublin situé près de l'aéroport international de Dublin.
Ce quartier, connu pour ses logements sociaux construits dans les années 1960 a longtemps eu mauvaise réputation. 
D'après le recensement de 2006, la population était de 22 109 habitants.